# Caseya dorada
Caseya dorada är en mångfotingart som först beskrevs av Chamberlin 1941.  Caseya dorada ingår i släktet Caseya och familjen Caseyidae. Inga underarter finns listade i Catalogue of Life.